# ليزا لوتز
ليزا لوتز (بالإنجليزية: Lisa Lutz)‏ (13 مارس 1970، كاليفورنيا الجنوبية في الولايات المتحدة)؛ كاتِبة، سيناريست وروائية أمريكية.

## روابط خارجية
- ليزا لوتز على موقع IMDb (الإنجليزية)